# Maximilian Daublebsky von Sterneck
Maximilian Daublebsky Freiherr von Sterneck zu Ehrenstein (Klagenfurt, 14 de fevereiro de 1829 – Viena, 5 de dezembro de 1897) foi um oficial naval austro-húngaro que comandou a Marinha Austro-Húngara de 1883 até sua morte.

## Biografia
Sterneck nasceu na cidade de Klagenfurt em 14 de fevereiro de 1829, o filho mais novo do barão Joseph von Sterneck und Ehrenstein e Franziska von Kaiserstein. Entrou na Marinha Austríaca e estudou na Academia Naval de Veneza, graduando-se em 1847 como alferes. No ano seguinte participou do Cerco de Veneza durante a Primeira Guerra de Independência Italiana. Foi promovido a capitão-tenente em 1853, a capitão de corveta em 1859 e capitão de fragata em 1864.
Ele comandou a fragata SMS Schwarzenberg durante a Guerra dos Ducados do Elba em 1864, participando da Batalha da Heligolândia. Dois anos depois, na Guerra Austro-Prussiana, Sterneck comandou o ironclad SMS Erzherzog Ferdinand Max, a capitânia do contra-almirante Wilhelm von Tegetthoff, lutando na Batalha de Lissa, quando seu navio abalroou e afundou a fragata blindada e capitânia italiana Re d'Italia. Depois disso atuou como chefe do porto de Pola de 1869 a 1873, sendo promovido a contra-almirante em 1872. Neste mesmo ano partiu em uma expedição ao Polo Norte.
Sterneck trabalhou como comandante do Arsenal Naval de Pola por oito anos até o final de 1883, quando foi promovido a vice-almirante e nomeado pelo imperador Francisco José I para suceder Friedrich von Pöck como o Comandante da Marinha Austro-Húngara e Chefe da Seção Naval do Ministério da Guerra. Suas primeiras ações foram tentar elevar a moral daqueles que serviam na marinha, conseguindo logo em seu primeiro ano diminuir pela metade a taxa de abandono de oficiais.
Ele também tentou encerrar práticas como promoção de oficiais baseada puramente em filiações sociais, embora ele próprio fornecesse promoções e cargos para alguns oficiais amigos, como quando transferiu seu ex-subordidano Hermann von Spaun para ser ajudante do arquiduque Carlos Estêvão. Em meados de 1884 emitiu uma recomendação para renovação da cadeia de comando naval da Marinha Austro-Húngara, algo que foi aprovado por Francisco José em agosto de 1885.
Durante a época de Pöck a marinha costumava manter poucos navios ativos por vez, porém sob Sterneck ela passou a realizar exercícios regulares no Mar Adriático durante os meses de verão. Seus navios também começaram a realizar visitas diplomáticas a portos estrangeiros. A Marinha Austro-Húngara nessa época também recebeu direitos exclusivos de recrutamento na zona de litorânea, com uma reserva naval sendo estabelecida em 1889. Sterneck foi promovido a almirante e 1888.
Em termos de construção naval, Sterneck deu mais atenção para as embarcações menores da frota, sendo um defensor das ideias defendidas pela Jeune École, que enfatizava o uso de navios menores em detrimento de grandes embarcações capitais. Durante seu tempo a marinha construiu vários barcos torpedeiros e cruzadores. Em setembro de 1891 apresentou um programa de construção para 72 barcos torpedeiros, mais outros navios, porém isto não foi levado adiante. Ele morreu no cargo em 5 de dezembro de 1897 em Viena, sendo sucedido como comandante da marinha por Spaun.